# Akio Kaminaga
Akio Kaminaga, född 22 december 1936 i Sendai, död 21 mars 1993, var en japansk judoutövare.
Kaminaga blev olympisk silvermedaljör i den öppna klassen i judo vid sommarspelen 1964 i Tokyo.